# Thomas Maniatis
Thomas Peter Maniatis, plus couramment Tom Maniatis, né le 8 mai 1943 à Denver (Colorado), est un biologiste américain, professeur de biologie moléculaire et cellulaire.  Il est l'un des fondateurs de clonage moléculaire moderne.

## Formation
Tom Maniatis est diplômé de l'université du Colorado où il reçoit en 1965 un Bachelor en chimie et biologie, suivi d'un master de biologie en 1967. Il obtient en 1971 un Ph.D. en biologie moléculaire à l'université Vanderbilt, et a reçu des doctorats honoris causa de l'université nationale et capodistrienne d'Athènes et de l'École Watson du Cold Spring Harbor Laboratory. Maniatis a effectué des études postdoctorales avec le professeur Mark Ptashne à l'université Harvard et avec le Dr Fred Sanger du Laboratoire Medical Research Council de biologie moléculaire de Cambridge, en Angleterre. Maniatis a occupé des postes de professeur à l'université Harvard, au Cold Spring Harbor Laboratory, au California Institute of Technology et à l'université Columbia.

## Travaux
Thomas Maniatis a apporté des contributions fondamentales à la compréhension de la structure et de la fonction de l'acide désoxyribonucléique (ADN), jetant ainsi les bases pour le développement des techniques de recombinaison artificielle de l'ADN (génie génétique) et a apporté de nouvelles connaissances sur l'organisation des chromosomes des eucaryotes. Ses travaux sur les gènes de globine ont montré les différents niveaux auxquels une régulation de l'expression génique se produit, travaux qui ont servi de support pour l'étude  moléculaire des maladies génétiques humaines.
En 2012, il est lauréat du prix spécial Albert-Lasker.